# 中国农垦品牌目录
中国农垦品牌目录，以进一步树立中国农垦品牌公共形象，提高农垦系统品牌的认知度、美誉度和忠诚度，增强农垦农产品市场竞争力为目的而设立。于中国农业农村部农垦局备案，由中国农垦经济发展中心发布，实施动态管理。

## 垦区（集团）公共品牌

### 第一批
| 所属垦区   | 单位名称                       | 申报品牌名称 |
| ---------- | ------------------------------ | ------------ |
| 北京农垦   | 北京首农食品集团有限公司       | 首农         |
| 天津农垦   | 天津食品集团有限公司           | 天津食品集团 |
| 黑龙江农垦 | 黑龙江北大荒农垦集团总公司     | 北大荒       |
| 安徽农垦   | 安徽省农垦集团有限公司         | 皖垦         |
| 海南农垦   | 海南省农垦投资控股集团有限公司 | 海垦集团     |
| 云南农垦   | 云南农垦集团有限责任公司       | 云南农垦     |

### 第二批
| 所属垦区 | 单位名称                   | 申报品牌名称 |
| -------- | -------------------------- | ------------ |
| 广西农垦 | 广西农垦集团有限责任公司   | 桂垦         |
| 甘肃农垦 | 甘肃省农垦集团有限责任公司 | 甘肃农垦     |

## 企业品牌

### 第一批
| 所属垦区         | 单位名称                                   | 申报品牌名称 |
| ---------------- | ------------------------------------------ | ------------ |
| 北京农垦         | 北京黑六牧业科技有限公司                   | 黑六         |
| 北京农垦         | 北京金星鸭业有限公司                       | 金星鸭业     |
| 北京农垦         | 北京养猪育种中心                           | 中育         |
| 北京农垦         | 北京六必居食品有限公司                     | 六必居       |
| 北京农垦         | 北京奶牛中心                               | BDCC牌       |
| 北京农垦         | 北京水产有限责任公司                       | 北水         |
| 北京农垦         | 北京三元农业有限公司                       | 三元农业     |
| 北京农垦         | 北京市裕农优质农产品种植有限公司           | 裕农         |
| 北京农垦         | 北京三元食品股份有限公司                   | 三元食品     |
| 北京农垦         | 北京月盛斋清真食品有限公司                 | 月盛斋       |
| 北京农垦         | 黑龙江省甘南县双河米业有限责任公司         | 双河         |
| 天津农垦         | 天津二商迎宾肉类食品有限公司               | 迎宾         |
| 天津农垦         | 天津海河乳业有限公司                       | 海河         |
| 天津农垦         | 天津黄庄洼米业有限公司                     | 黄庄洼       |
| 天津农垦         | 天津市桂顺斋食品有限公司                   | 桂顺斋       |
| 天津农垦         | 天津市利民调料有限公司                     | 光荣         |
| 天津农垦         | 天津市利民调料有限公司                     | 利民         |
| 黑龙江农垦       | 北大荒垦丰种业股份有限公司                 | 垦丰         |
| 黑龙江农垦       | 北大荒亲民有机食品有限公司                 | 亲民食品     |
| 黑龙江农垦       | 九三粮油工业集团有限公司                   | 九三         |
| 黑龙江农垦       | 黑龙江省农垦胜利粮油食品有限责任公司       | 长乐         |
| 黑龙江农垦       | 黑龙江省普阳农场制米厂                     | 蒲鸭河       |
| 黑龙江农垦       | 黑龙江省完达山乳业股份有限公司             | 完达山       |
| 黑龙江农垦       | 黑龙江省梧桐河农场                         | 梧桐河       |
| 上海农垦         | 上海光明森源生物科技有限公司               | 九道菇       |
| 上海农垦         | 上海市农工商现代农业园区开发有限公司       | 心心         |
| 上海农垦         | 上海鲜花港企业发展有限公司                 | 鲜花港       |
| 上海农垦         | 上海星辉蔬菜有限公司                       | 星辉         |
| 江苏农垦         | 江苏省农垦农业发展股份有限公司             | 苏垦农发     |
| 安徽农垦         | 安徽倮倮米业有限公司                       | 倮倮         |
| 安徽农垦         | 安徽省绿魁茶业有限公司                     | 绿魁         |
| 安徽农垦         | 安徽省青草湖酒业有限公司                   | 青草湖       |
| 广东农垦         | 东莞市广垦食品有限公司                     | 广垦肉品     |
| 广东农垦         | 广东广垦绿色农产品有限公司                 | 佳鲜农庄     |
| 广东农垦         | 广东广垦调丰糖业有限公司                   | 蜂泉         |
| 广东农垦         | 广东广垦畜牧集团股份有限公司               | 广垦畜牧     |
| 广东农垦         | 广东省广垦粮油有限公司                     | 广垦粮油     |
| 广东农垦         | 广东燕塘乳业股份有限公司                   | 燕塘         |
| 广东农垦         | 湛江农垦现代农业发展有限公司               | 湛垦佳农     |
| 广东农垦         | 湛江市金丰糖业有限公司                     | 银月牌       |
| 广西农垦         | 广西茶花山矿泉水饮料有限公司               | 茶花山       |
| 广西农垦         | 广西农垦茶业集团有限公司                   | 大明山       |
| 广西农垦         | 广西农垦明阳生化集团股份有限公司           | 明阳         |
| 广西农垦         | 广西农垦糖业集团红河制糖有限公司           | 荷花牌       |
| 广西农垦         | 广西农垦糖业集团金光制糖有限公司           | 三冠         |
| 广西农垦         | 广西农垦永新畜牧集团有限公司               | 永新源       |
| 广西农垦         | 广西银安天然饮料有限责任公司               | 银安淡泉     |
| 海南农垦         | 海胶鲡海生态实业（海南）有限公司           | 海胶鲡海     |
| 海南农垦         | 海南海垦果业集团股份有限公司               | 海垦果业     |
| 海南农垦         | 海南农垦大丰咖啡产业集团有限公司           | 母山咖啡     |
| 海南农垦         | 海南农垦红明荔枝产业集团有限公司           | 红明红       |
| 海南农垦         | 海南农垦南繁产业集团有限公司               | 海垦南繁     |
| 海南农垦         | 海南农垦南金农场有限公司                   | 南金果果     |
| 海南农垦         | 海南农垦神泉集团有限公司                   | 神泉         |
| 海南农垦         | 海南省农垦五指山茶业集团股份有限公司       | 海垦茶业     |
| 重庆农垦         | 重庆市天友乳业股份有限公司                 | 天友         |
| 云南农垦         | 云南咖啡厂有限公司（云南农垦咖啡有限公司） | 爱云咖       |
| 云南农垦         | 云南农垦蔬菜有限公司                       | 图形商标     |
| 云南农垦         | 云南云花联合运销股份有限公司               | 云花         |
| 陕西农垦         | 陕西英考鸵鸟股份有限公司                   | IKO英考      |
| 甘肃农垦         | 甘肃黄羊河农工商（集团）有限责任公司       | 黄羊河       |
| 甘肃农垦         | 甘肃莫高实业发展股份有限公司               | 莫高         |
| 甘肃农垦         | 甘肃条山农工商（集团）有限责任公司         | 条山牌       |
| 甘肃农垦         | 甘肃亚盛好食邦食品集团有限责任公司         | 亚盛好食邦   |
| 甘肃农垦         | 甘肃亚盛亚美特节水有限公司                 | 亚盛亚美特   |
| 宁夏农垦         | 宁夏恒生西夏王酒业有限公司                 | 西夏王       |
| 广州风行发展集团 | 广州风行乳业股份有限公司                   | 风行         |

### 第二批
| 所属垦区     | 单位名称                           | 申报品牌名称           |
| ------------ | ---------------------------------- | ---------------------- |
| 北京农垦     | 北京二商京华茶业有限公司           | 京华                   |
| 北京农垦     | 北京市裕农优质农产品种植有限公司   | 畅彩                   |
| 河北农垦     | 河北省国营沽源牧场                 | 沽源牧场               |
| 呼伦贝尔农垦 | 鄂伦春自治旗夏日饮品有限责任公司   | 夏日                   |
| 辽宁农垦     | 盘锦大洼三角洲农业开发有限公司     | 农垦金滩               |
| 辽宁农垦     | 盘锦鼎翔米业有限公司               | 粳冠                   |
| 黑龙江农垦   | 北大荒绿源食品加工有限公司         | 北大荒绿源             |
| 安徽农垦     | 安徽敬亭绿雪茶业有限公司           | 敬亭绿雪               |
| 安徽农垦     | 安徽雁湖面粉有限公司               | 雁湖                   |
| 福建农垦     | 福建农垦茶业有限公司               | 富春                   |
| 河南农垦     | 河南省黄泛区实业集团有限公司       | 黄泛区                 |
| 河南农垦     | 河南省黄泛区鑫欣牧业股份有限公司   | 泛区                   |
| 河南农垦     | 河南省诸美种猪育种集团有限公司     | 褚美                   |
| 河南农垦     | 焦作市博农乳业有限责任公司         | 博农（29类）           |
| 河南农垦     | 焦作市博农种子有限责任公司         | 博农（31类）           |
| 河南农垦     | 焦作市方便面厂                     | 豫竹                   |
| 广西农垦     | 广西农垦西江乳业有限公司           | 西江                   |
| 广西农垦     | 广西农垦源头农场有限公司           | 源头                   |
| 广西农垦     | 广西糖业集团达华制糖有限公司       | 秀河                   |
| 广西农垦     | 广西糖业集团防城精制糖有限公司     | 防港                   |
| 广西农垦     | 广西糖业集团良圻制糖有限公司       | 涌泉                   |
| 广西农垦     | 广西糖业集团黔江制糖有限公司       | 黔江                   |
| 海南农垦     | 海南农垦毛公山农场有限公司         | 毛公山                 |
| 海南农垦     | 海南省桂林洋热带农业公园有限公司   | 桂林洋国家热带农业公园 |
| 贵州农垦     | 安顺市农垦农工商公司               | 瀑布                   |
| 贵州农垦     | 贵阳金满船饲料有限公司             | 船（图文商标）         |
| 贵州农垦     | 丹寨县黔丹硒业有限责任公司         | 黔丹                   |
| 陕西农垦     | 陕西农垦安益鲜冷链物流有限责任公司 | 安益鲜                 |
| 青海农垦     | 青海柴达木农垦莫河骆驼场有限公司   | 莫河驼场               |
| 青海农垦     | 青海省英得尔种羊有限公司           | 英德尔                 |
| 新疆兵团     | 阿拉尔新农乳业有限责任公司         | 新农（29类）           |
| 新疆兵团     | 阿拉尔新农乳业有限责任公司         | 新农·爱自然            |
| 新疆兵团     | 新疆阿拉尔聚天红果业有限责任公司   | 聚天红                 |
| 新疆兵团     | 新疆北疆果蔬产业发展有限责任公司   | 北疆鲜食葡萄           |
| 新疆兵团     | 新疆冠农果茸股份有限公司           | 冠农股份               |
| 新疆兵团     | 新疆赛里木现代农业股份有限公司     | 新赛                   |
| 新疆农业     | 阿克苏西域牧业发展有限责任公司     | 西牧佳品               |
| 新疆农业     | 托克逊县地方国营牧场               | 托克逊黑羊             |
| 新疆农业     | 新疆巴音郭楞蒙古自治州阿瓦提农场   | 阿瓦褆娜               |
| 新疆农业     | 新疆红旗坡农业发展集团有限公司     | 红旗坡                 |
| 新疆农业     | 新疆西域春乳业有限责任公司         | 西域春                 |
| 新疆农业     | 岳普湖县农垦岳达集团有限公司       | 西域含香               |